# The Kid Stakes
The Kid Stakes ist ein australischer Stummfilm aus dem Jahr 1927 des Regisseurs Tal Ordell.

## Handlung
Fatty Finn ist der sechsjährige Anführer einer Kinderbande in Woolloomooloo. Sie treten beim jährlichen Ziegenderby mit Fattys Ziege Hector an, aber sein Rivale Bruiser Murphy lässt die Ziege vor dem Rennen los. Nach einer Reihe von Abenteuern findet Fatty die entlaufene Ziege und überredet einen freundlichen Flieger, ihn rechtzeitig zum Hauptereignis auf die Rennstrecke zu fliegen.

## Produktion
Die meisten Drehorte für The Kid Stakes befanden sich in Woolloomooloo und Potts Point in Sydney.
Das abschließende Ziegenrennen wurde in Rockhampton (Queensland) gedreht, da Ziegenrennen in New South Wales illegal waren.
Die Rolle von Fatty Finn spielte der sechsjährige Sohn des Regisseurs Robin „Pop“ Ordell.

## Kritik
Der Film wurde am 9. Juni 1927 im Winter Garden Theatre in Brisbane uraufgeführt. Das inzwischen aufgelöste Wochenmagazin Pix schrieb, dass Kid Stakes das Sydney der 1920er Jahre widerspiegelt und im finalen Ziegenrennen die seinerzeit typischen Charaktere und Ereignisse vereint.
Ordell verkaufte die Remake-Rechte nach England. 1930 führte Ordell Gespräche, um die Handlung als Tonfilm veröffentlichen zu können.